# Bernard Bailyn
Bernard Bailyn (Hartford, 9 settembre 1922 – Belmont, 7 agosto 2020) è stato uno storico statunitense, specializzato in storia coloniale e dell'era rivoluzionaria degli Stati Uniti.
Professore all'Università di Harvard dal 1953, ha vinto due volte il Premio Pulitzer per la storia (nel 1968 e nel 1987).

## Biografia
Nato a Hartford, nel Connecticut, era figlio di Esther (Schloss) e Charles Manuel Bailyn. La sua famiglia era ebrea. Ha studiato al Williams College nel 1945 e nel 1953 ha conseguito il dottorato di ricerca presso la Harvard University. È stato associato ad Harvard per il resto della sua vita. Come studente ad Harvard, ha studiato con Perry Miller, Samuel Eliot Morison e Oscar Handlin. È diventato professore ordinario nel 1961 e professore emerito nel 1993. Nel 1979 ha ricevuto un dottorato onorario dal Grinnell College di Grinnell, Iowa. 
Bailyn è morto il 7 agosto 2020 nella sua casa di Belmont, nel Massachusetts.  Aveva 97 anni e soffriva di cuore.

## Vita privata
È stato sposato con Lotte Lazerfeld, docente di management al MIT. Due i figli: Charles David e John Frederick. Charles Bailyn è stato astrofisico a Yale e John Baylin linguista.

## Riconoscimenti
- 1968: premio Bancroft per The Ideological Origins of the American Revolution
- 1968: premio Pulitzer per la storia per The Ideological Origins of the American Revolution
- 1987: premio Pulitzer per la storia per Voyagers to the West: A Passage in the Peopling of America on the Eve of the Revolution

## Opere
- The Great Republic (1977)
- Law in American History (1972)
- American Revolution (1980)